# Aricagua
Aricagua é uma cidade venezuelana, capital do município de Aricagua.